# Исаяс Флорендо Бегония
Исаяс Флорендо Бегония е филипински дипломат.
Завършва висше образование със степен магистър по бизнес администрация в колежа „Сейнт Луис“, Филипините през 1988 г.

## Дипломатиески път
- 1991 – 1993 – вицеконсул в Сан Франциско, САЩ;
- 1993 – 1994 – консул в Сан Франциско, САЩ;
- 1997 – 2000 – генерален консул в Манадо, Индонезия;
- 2000 – 2003 – гнерален консул в Гуанджоу, Китай;
- 2005 – генерален консул в Доха, Катар
- 2006 – временно управляващ посолството в Катар
- 2010 – посланик в България